# بچه‌های جاسوس: آرماگدون
بچه‌های جاسوس: آرماگدون (به انگلیسی: Spy Kids: Armageddon) فیلمی آمریکایی در ژانر جاسوسی و کمدی اکشن به کارگردانی و تهیه‌کنندگی، فیلمبرداری، تدوین، و آهنگسازی مشترک رابرت رودریگز است. این فیلم دنبالهٔ مستقل بچه‌های جاسوس: همه زمان در جهان (۲۰۱۱) و پنجمین قسمت از مجموعه فیلم‌های بچه‌های جاسوس به‌شمار می‌رود. در این فیلم که توسط اسکای‌دنس مدیا، گروه رسانه‌ای اسپای‌گلس، و ترابل‌میکر استودیوز تهیه شده‌است، جینا رودریگز، زکری لی‌وای، کانر استرسون، اورلی کارگانیا، دی. جی. کوترانا، و بیلی مگنوسن ایفای نقش می‌کنند.
بچه‌های جاسوس: آرماگدون در ۲۲ سپتامبر ۲۰۲۳ توسط نتفلیکس به نمایش درآمد، و با واکنش‌های ضد و نقیضی از سوی منتقدان همراه بود.